# Derna
Derna (/ˈdɜːrnə/; arabsko درنة, latinizirano: Darnah) je pristaniško mesto v vzhodni Libiji. Z okoli 90.000 prebivalci je bila Derna nekoč sedež ene najbogatejših provinc med Berberskimi državami. Mesto je zdaj upravna prestolnica okrožja Derna, ki pokriva veliko manjše območje kot stara provinca. Med libijskimi mesti ima Derna edinstveno lokacijo in fizično okolje, saj leži med Džebel Akhdarjem (znano tudi kot Zeleno hribovje), Sredozemskim morjem in puščavo ter je četrto najpomembnejše pristanišče na severni obali Cirenajke za Bengazijem, Bajdo in Tobrukom. Mesto je tudi dom ljudem različnih okolij.
Mesto je bilo prizorišče znamenite bitke pri Derni (1805), prve zmage, ki jo je ameriška vojska dosegla na tujih tleh. Bitka, ki je potekala med prvo berbersko vojno, je potekala med silami približno 500 ameriških marincev in sredozemskih plačancev ter 4000 ali 5000 berberskimi vojaki.
Dele mesta so oktobra 2014 zavzeli skrajneži Islamske države (IS). Junija 2015 je svet šure mudžahedinov v Derni premagal IS in prevzel nadzor nad mestom, preden jih je v bitki pri Derni (2018–2019) sama izgnala libijska nacionalna vojska.
Septembra 2023 je približno četrtino mesta izbrisala katastrofalna poplava, ki jo je povzročilo zrušitev dveh jezov nad reko vadi Derna v ozadju neurja Daniel, kar je povzročilo smrt na tisoče njegovih prebivalcev, čeprav se število žrtev razlikuje glede na vir. Na tisoče drugih je bilo bodisi ranjenih, približno 10.000 do 20.000 pa jih pogrešajo.
Od leta 2024 so potekala rekonstrukcijska prizadevanja za obnovo cest, mostov in ključne infrastrukture.

## Ime
Darnis in Darne sta bili starogrški imeni za mesto. Včasih najdemo obliko Dardanis, čeprav je to napačno. Pod Rimom se je mesto imenovalo Darnis in Derna. Pod Arabci je bil znan kot Derneh (Derne, Dernah) ali Terneh (Ternah).

## Zgodovina

### Klasična doba in srednji vek
V helenističnem obdobju je bilo starodavno mesto Darnis del libijskega Pentapolisa, ki so ga kolonizirali Grki. Pod Rimom je postala civilna in kasneje verska metropola province Libya Secunda ali Libya Inferior, to je regije Marmaria. Imena nekaterih njenih metropolitanskih škofov najdemo v ohranjenih dokumentih. Pizon je bil eden od vzhodnih škofov, ki so se umaknili iz koncila v Sardiki in ustanovili svoj svet v Filipopolisu leta 347. Dioscor iz zgodnjega 5. stoletja je znan po sporu, ki ga je imel s škofom v Eritrumu. Daniel je sodeloval na koncilu v Efezu leta 431. Poleg tega John Moschus govori o škofu Tedodoru iz Darnisa, ki je imel sredi 5. stoletja vizijo svetega Leona Velikega.
Ker ni več rezidenčna škofija, je Darnis danes na seznamu katoliške cerkve kot naslovni sedež.
Mesto so leta 1493 ponovno naselili begunci iz islamske Španije (izgon Moriskov) na mestu starodavne naselbine.

### Moderna doba
Pod osmansko vladavino je bila Derna sprva pod guvernerjem v Tripoliju, kmalu po letu 1711 pa je padla pod sultanat Karamanli do leta 1835, ko je postala odvisna avtonomnega sandžaka Bengazi, v bistvu Cirenajka, ki je bil upravljan neposredno iz Konstantinopla. To pa je leta 1875 postalo vilajet Cirenajka. V 1850-ih je imelo približno 4500 prebivalcev, ki so živeli od kmetijstva, ribištva in obalne trgovine.
Najstarejša mošeja v Derni je Al-masjeed al-ateeq ali 'Stara mošeja', ki jo je leta 1772 obnovil vali Mahmud Karamanli, obokana z 42 majhnimi kupolami. Ta vrsta oboka je bila v uporabi zaradi pomanjkanja nekaterih materialov, kot sta les ali kamen v regiji Cirenajka. Obstaja še ena mošeja, imenovana Masjeed az-zavijah, zgrajena leta 1846, bolj strogo ukrivljena na strani hriba.
Francoski admiral Gantheaume se je junija 1800 izkrcal pri Derni, da bi okrepil Napoleona v Egiptu, tako da je pripeljal vojake po kopnem, vendar ga je lokalna garnizija zavrnila.
Derna je bila prizorišče bitke pri Dernu leta 1805, v kateri so sile pod poveljstvom ameriškega poročnika in nekdanjega konzula v Tripoliju Williama Eatona, ki je prehodil 800 km čez [[Libijska puščava|Libijsko puščavo iz Aleksandrije, zavzele mesto kot del prve berberske vojne.
16. oktobra 1911 so italijanske čete med italijansko-turško vojno zasedle Derno. Italijanska oblast nad Derno je trajala 29 let, 3 mesece in 14 dni, dokler je niso 30. januarja 1941 zavzele avstralske čete med severnoafriško kampanjo druge svetovne vojne. 6. aprila 1941 so nemške sile ponovno zavzele mesto Britancem, 15. novembra 1942 pa so ga britanske sile ponovno zavzele.

### Libijska republika in državljanska vojna
Leta 2007 so ameriške enote v Iraku odkrile seznam tujih borcev za iraški upor. Od 112 Libijcev na seznamu jih je 52 prišlo iz Derne. Derna slovi kot najbolj fundamentalistično muslimansko mesto v Libiji.
Po množičnih protestih 18. februarja 2011 je mesto prešlo pod nadzor Nacionalnega prehodnega sveta, ki se je ločil od libijske vlade. Pred Gadafijevo odstavitvijo iz Tripolija in vzpostavitvijo nove vlade mesto ni bilo nikoli ponovno zavzeto. Oktobra 2014 so lokalni militanti, povezani s Svetom šure islamske mladine, javno obljubili zvestobo Abu Bakru al Bagdadiju, voditelju Islamske države. Novembra 2014 je al Bagdadi izdal zvočni posnetek, s katerim je sprejel prisego zvestobe in napovedal širitev svoje skupine. 28. junija 2018 so sile, zveste Khalifi Haftarju, trdile, da so prevzele popoln nadzor nad mestom po dveletnem obleganju mesta, ki je kulminiralo v enomesečni bitki.
|  |  |  |

### Nevihta Daniel
10. septembra 2023 je nevihta Daniel dosegla Libijo blizu Bengazija. Med premikanjem proti vzhodu-jugovzhodu je neurje povzročilo hudourniško deževje in ekstremne poplave v Derni, zaradi česar je vlada razglasila izredne razmere za to območje, potem ko sta se zgodaj zjutraj naslednjega dne zrušila jez Derna in jez Mansour, kar je povzročilo, da so poplavne vode preplavile območja mesta okoli vadi Derna. Potrjeno je bilo najmanj 4352 mrtvih s prvotnimi ocenami o več kot 11.300 žrtvah. Medtem je vladni minister dejal, da je 25 % Derne 'izginilo', velike dele mesta pa je odplavilo morje.

## Geografija
Derna leži na vzhodnem koncu Džebel Akhdarja, enega redkih gozdnatih območij v Libiji; zaradi sušnega podnebja gozd predstavlja le 0,1 % površine Libije. Vendar pa je Derna blizu rodovitnega gorskega območja v vzhodni Libiji, ki je najbolj namočeno območje v državi, kjer letno pade okoli 600 milimetrov padavin.
Mesto je zgrajeno ob vadi Derna, kratkotrajni reki, ki je večji del leta suha. V zgodovini so mesto večkrat prizadele poplave. Jezova Abu Mansur in Derna gorvodno od mesta sta bila namenjena nadzoru erozije tal in preprečevanju poplav. Oba jezova je uničil visok pretok po sredozemski nevihti Daniel septembra 2023. Zdi se, da sta pregradi znatno prispevali k škodi zaradi poplav in smrtnim žrtvam v Derni.
Derna je s Šahatom povezana z dvema cestama; notranja, ki poteka skozi Al Kubah, je del libijske obalne ceste, obalna pa skozi Suso in Ras al Helal.

### Podnebje
Derna ima vroče polsuho podnebje (Köppen BSh) z močnimi sredozemskimi vplivi: v bistvu vse skromno letno deževje pade med oktobrom in marcem. Letna količina padavin je okoli 275 milimetrov. Njegova pomorska lega mu omogoča izjemno sezonsko zaostajanje, kar je neverjetno neobičajno za suho podnebje. Vendar pa vpliv Sahare omogoča, da se skrajni rekordi pojavijo mesece pred povprečno najtoplejšimi meseci.
Pozimi se povprečna temperatura mesta giblje med 9 in 20 °C. Poletja so precej dolga in praktično brez dežja, s povprečnimi popoldanskimi temperaturami med junijem in oktobrom precej nad 27 °C.

## Arhitektura
Derna ima tri glavne trge. Najbolj priljubljen trg je Majdan Asahabah. Ta trg je bil vedno uporabljen za množične demonstracije proti libijskemu voditelju Moamerju Gadafiju. Mesto je tudi turistično središče zaradi svojega starega mesta (Medina), ki je dom islamske arhitekture.